# Nothing Gold Can Stay
Nothing Gold Can Stay — дебютний студійний альбом американського поп-панк гурту New Found Glory (на той час називався A New Found Glory). Вперше виданий 19 жовтня 1999 року на Eulogy Recordings. Альбом названо на честь вірша Роберта Фроста.
До треків альбому також включались уривки з деяких фільмів: «Те, що ти робиш», «Ох уж ця наука» та «Ізгої». Альбом вийшов дуже вдалим та розійшовся тиражем у 300 000 копій. Швидко після релізу лейбл Drive-Thru Records підписав ліцензійну угоду за $5 000 з Eulogy Recordings на видання платівок колективу. Пізніше в цьому ж році платівка була перевидана. У зв’язку з питаннями авторських прав на уривки з кінофільмів у перевиданій платівці їх було видалено. Разом із випуском CD-диску було представлено лімітовану версію на вініловій платівці (платівка була жовто-золотого кольору). Навіть зараз цей альбом є найулюбленішим серед фанів, а такі пісні як «2's & 3's» та «3rd and Long» постійно звучать у живих виступах гурту.
У 2009 році журнал Alternative Press включив Nothing Gold Can Stay до списку 10 найвпливовіших альбомів 1999 року. Брендон Манлі писав: «Як золото ніколи не втрачає свого блиску, так і альбом Nothing Gold Can Stay виблискує і через 10 років після свого виходу» .

## Витоки та запис альбому
Учасники гурту самі фінансували запис альбому і не могли дозволити собі великі витрати на запис. Джордан Пандік згадує: «У той час я працював у Walgreens і для запису альбому позичав гроші у сестри та в інших людей, проте грошей все одно не вистачало…». Чед Гілберт зазначає, що альбом не було записано достатньо добре, проте далі продовжує: «Nothing Gold Can Stay звучить більш реально і правдоподібно, ніж інші платівки». Пандік написав всі тексти пісень та гітарні партії, а Стів Кляйн — усі інші інструментальні партії. Пандік згадує: «Я п’ять років зустрічався зі своєю дівчиною, і це надихнуло мене написати пісню «Winter of '95»».  Гілберт додає: «Напевно це найбільш чесна, чиста та проста платівка зі всіх виданих нами. Ми були просто підлітками, які захоплювались музикою та записали альбом, щоб продавати та дарувати його своїм друзям. У той час ми не замислювались, що наше захоплення переросте в щось більше».

## Список пісень
Автор музики і слів New Found Glory. 
| Nothing Gold Can Stay | Nothing Gold Can Stay                                                                                      | Nothing Gold Can Stay |
| #                     | Назва | Тривалість            |
| --------------------- | --- | --------------------- |
| 1.                    | «Hit or Miss»                                                                                              | 3:15                  |
| 2.                    | «It Never Snows in Florida»                                                                                | 2:48                  |
| 3.                    | «3rd and Long»                                                                                             | 2:46                  |
| 4.                    | «You've Got a Friend in Pennsylvania»                                                                      | 4:00                  |
| 5.                    | «The Blue Stare»                                                                                           | 2:36                  |
| 6.                    | «2's & 3's»                                                                                                | 3:48                  |
| 7.                    | «Tell Tale Heart»                                                                                          | 3:18                  |
| 8.                    | «Winter of '95»                                                                                            | 2:30                  |
| 9.                    | «Passing Time»                                                                                             | 2:58                  |
| 10.                   | «Broken Sound»                                                                                             | 2:19                  |
| 11.                   | «Never Sometimes»                                                                                          | 2:51                  |
| 12.                   | «The Goodbye Song» (Пісня продовжується 4:32 хвилини, а після декількох хвилин тиші звучить схований трек) | 14:32                 |
| 47:43                 | |                       |